# Clastra

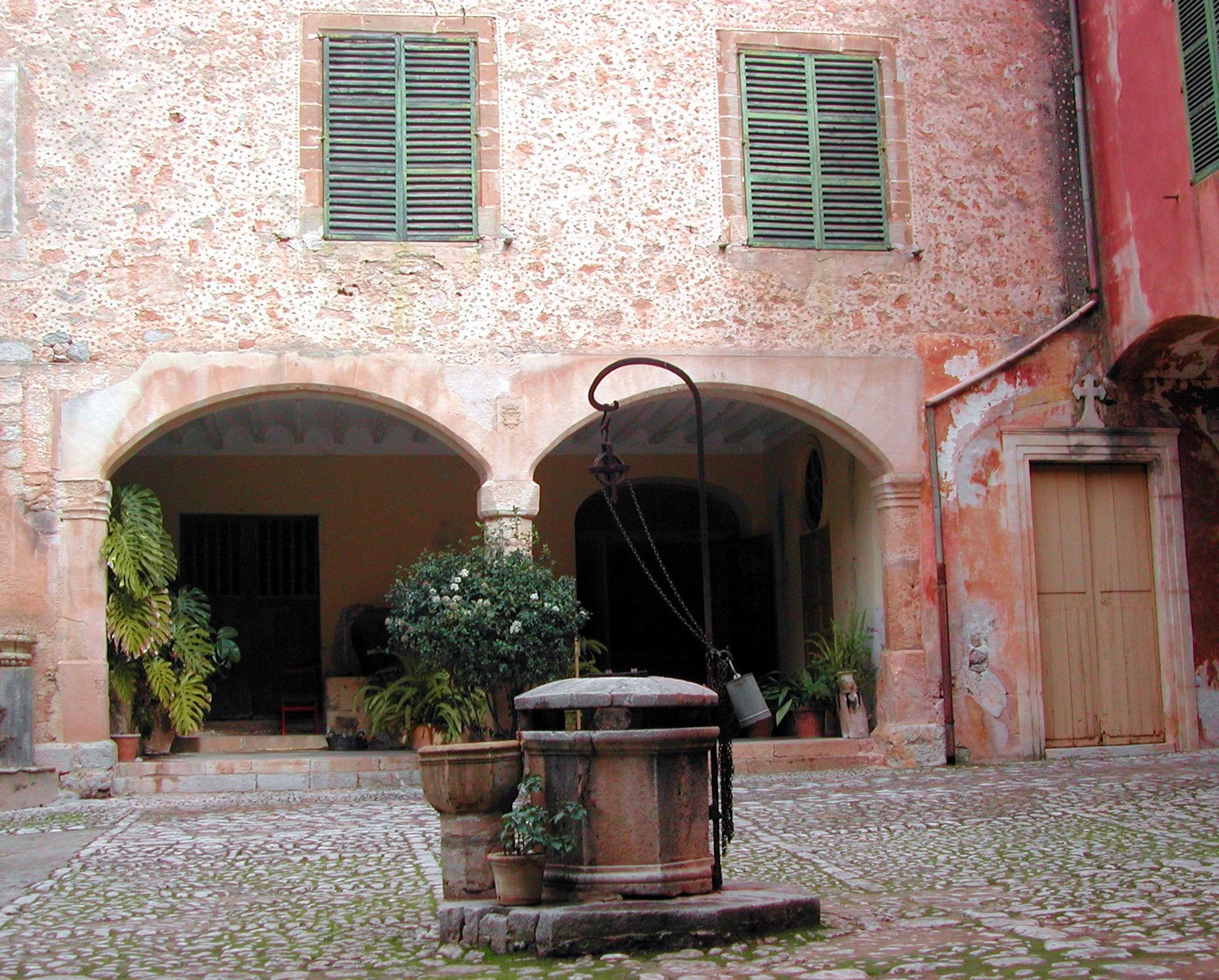
Clastra de la possessió de Raixa

Una clastra és a Mallorca un pati empedrat central de les cases de possessió o senyorials. A les possessions tenia inicialment un caràcter defensiu, ja que era un recinte tancat envoltat de les principals dependències, que hi tenien accés.